# Adaincourt

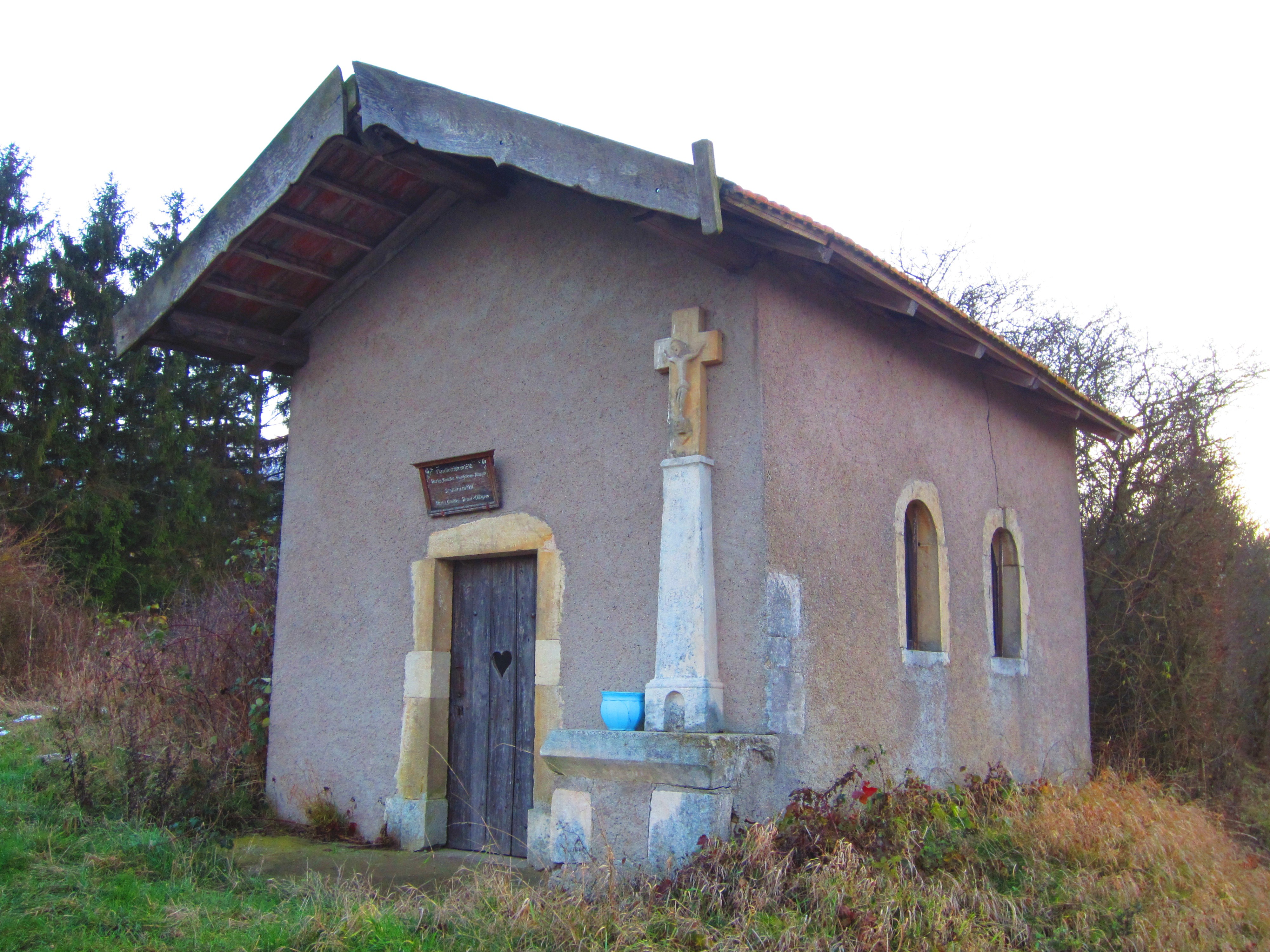
Kapelle Notre-Dame-de-Pitié

Adaincourt (deutsch: Adinghofen) ist eine französische Gemeinde mit 134 Einwohnern (Stand 1. Januar 2022) im Département Moselle in der Region Grand Est (bis 2015 Lothringen).

## Geographie
Die Gemeinde Adaincourt liegt in Lothringen, etwa 23 Kilometer südöstlich von Metz, 30 Kilometer südsüdwestlich von Boulay-Moselle (Bolchen) und 13 Kilometer südwestlich von Faulquemont (Falkenberg) an der rechten Seite der Französischen Nied.

## Geschichte
Das Dorf wurde 1316 erstmals als Daincort erwähnt. Es gehörte früher zum Bistum Metz, das ein Teil des Heiligen Römischen Reichs war. Zusammen mit diesem Fürstbistum wurde die Ortschaft 1552 von Frankreich annektiert, das sich den Besitz im Westfälischen Frieden 1648 bestätigen ließ. Der Ort war einst bedeutend größer und soll über 300 Häuser gehabt haben.
Durch den Frankfurter Frieden vom 10. Mai 1871 kam die Region zum deutschen Reichsland Elsaß-Lothringen, und das Dorf wurde dem Kreis Bolchen im Bezirk Lothringen zugeordnet. Französisch blieb aber Amts- und Umgangssprache. Die Dorfbewohner betrieben Getreidebau und Viehzucht.
Nach dem Ersten Weltkrieg musste die Region aufgrund der Bestimmungen des Versailler Vertrags 1919 an Frankreich abgetreten werden. Im Zweiten Weltkrieg war die Region von der deutschen Wehrmacht besetzt und stand unter deutscher Verwaltung.
Das Dorf trug 1915–1919 und 1940–1944 den Namen Adinghofen.

### Bevölkerungsentwicklung
| Jahr      | 1962 | 1968 | 1975 | 1982 | 1990 | 1999 | 2007 | 2019 |
| Einwohner | 70   | 74   | 88   | 84   | 98   | 107  | 112  | 124  |